# 전북장애인차별철폐연대
전북장애인차별철폐연대는 2007년 '전북시설인권연대' 출범 이후, 지역사회에서의 장애인 수용시설의 문제, 생활인 인권침해 문제에 적극 대응하였으며, 2010년 '전북장애인차별철폐연대'를 출범하여 지역사회 안에서의 진보적 장애인 운동세력의 단결 및 확장을 목적으로 하며, 장애인 차별에 적극 대응하여 공동 연대투쟁을 통한 장애인 차별 철폐와 빼앗길 수 없는 인간다운 삶 쟁취를 위해 투쟁하는 지역 연대체이다. 전북장애인차별철폐연대는 국가와 지방자치단체의 지원없이, 개인과 단체의 후원금과 회비만으로 운영되는 순수 민간단체이다.

## 같이 보기
- 한국장애인고용공단
- 국가인권위원회